# Джаші Макар Іванович
Макар (Макарій) Іванович Джаші (1902, село Вані Кутаїської губернії, тепер Грузія — 1994?) — радянський партійний діяч, 3-й секретар ЦК КП(б) Грузії, 1-й заступник голови Ради народних комісарів (Ради міністрів) Грузинської РСР, 1-й секретар Аджарського обласного комітету КП Грузії. Депутат Верховної ради Грузинської РСР. Депутат Верховної Ради СРСР 1—2-го скликань (1941—1950).

## Біографія
Народився в бідній селянській родині. Закінчив двокласне сільське училище в селі Вані.
У вересні 1914 — листопаді 1918 року — учень кондитера кондитерської майстерні «Массіо» в місті Тифлісі (Тбілісі).
З листопада 1918 до червня 1919 року працював у сільському господарстві батька в селі Вані.
У червні 1919 — листопаді 1920 року — пекар пекарні Ормоцадзе в місті Тифлісі.
З листопада 1920 до серпня 1921 року працював у господарстві батька в селі Вані.
Член РКП(б) з березня 1921 року. У 1921 році вступив до комсомолу.
У серпні 1921 — квітні 1922 року — курсант центральної партійної школи в Тифлісі.
У квітні 1922 — серпні 1923 року — секретар Чохатаурського районного комітету комсомолу (ЛКСМ Грузії).
У вересні 1923 — квітні 1925 року — студент Закавказького комуністичного вузу в Тифлісі.
У квітні 1925 — жовтні 1926 року — завідувач агітаційно-пропагандистського відділу Озургетського повітового комітету ЛКСМ Грузії.
У жовтні 1926 — 1930 року — студент економічного факультету Тифліського державного університету.
Одночасно, з жовтня 1928 до грудня 1929 року — інструктор 4-го міськрайонного комітету КП(б) Грузії міста Тифліса. У грудні 1929 — листопаді 1930 року — інструктор агітаційно-пропагандистського відділу Тифліського окружного комітету КП(б) Грузії.
У 1930 році закінчив економічний факультет Тифліського державного університету, економіст.
У грудні 1930 — жовтні 1932 року — завідувач відділу культури і пропаганди Ленінського районного комітету КП(б) Грузії міста Тифліса.
У листопаді 1932 — лютому 1933 року — завідувач сектора Тифліського міського комітету КП(б) Грузії.
З лютого до липня 1933 року працював начальником політичного відділу Зестафонської машинно-тракторної станції (МТС).
У липні 1933 — серпні 1934 року — завідувач сектора ЦК КП(б) Грузії в Тифлісі.
У серпні 1934 — березні 1935 року — заступник секретаря Хашурського районного комітету КП(б) Грузії.
У березні 1935 — березні 1936 року — заступник секретаря Душетського районного комітету КП(б) Грузії.
У березні 1936 — серпні 1937 року — слухач Вищої школи пропагандистів імені Свердлова при ЦК ВКП(б) у Москві.
У серпні 1937 — лютому 1938 року — 1-й секретар Сталінського районного комітету КП(б) Грузії міста Тбілісі.
У лютому — серпні 1938 року — 3-й секретар Тбіліського міського комітету КП(б) Грузії.
31 серпня 1938 — 2 листопада 1940 року — 3-й секретар ЦК КП(б) Грузії.
31 жовтня 1940 — лютий 1943 року — заступник голови Ради народних комісарів Грузинської РСР і народний комісар державного контролю Грузинської РСР.
У лютому 1943 — березні 1947 року — 1-й заступник голови Ради народних комісарів (з березня 1946 року — Ради міністрів) Грузинської РСР.
3 червня 1947 — 15 квітня 1953 року — міністр лісового господарства Грузинської РСР.
У травні 1953 — січні 1954 року — 1-й секретар Аджарського обласного комітету КП Грузії.
З червня 1954 року — заступник міністра промисловості м'ясних і молочних продуктів Грузинської РСР..
Потім — завідувач житлово-побутового відділу Грузинської республіканської ради професійних спілок.
З жовтня 1972 року — персональний пенсіонер союзного значення в місті Тбілісі.
У 1978—1987 роках — голова Республіканської спілки ветеранів при ЦК КП Грузії.

## Нагороди
- орден Леніна
- орден Вітчизняної війни І ст.
- орден Трудового Червоного Прапора
- медаль «За оборону Кавказу»
- медаль «За перемогу над Німеччиною у Великій Вітчизняній війні 1941—1945 рр.»
- медаль «За доблесну працю у Великій Вітчизняній війні 1941—1945 рр.»
- медалі